# Јелена Ђуровић
Јелена Ђуровић (Београд, 13. јул 1973) српска и црногорска је новинарка, списатељица и политичка активисткиња. Јелена је била оснивач и Потпредседница Јеврејске заједнице Црне Горе. Председница је борда OJC SEE и чланица Савјета Црногорске националне заједнице Београда. Живи у Београду и Подгорици. Као новинар, бави се филмском и ТВ критиком.

## Биографија
Јелена је рођена у породици јеврејско-црногорског порекла. Баба и деда по оцу су били партизани у НОБ-у. Mајчин део фамилије припадао је јеврејском социјалистичком покрету Бунд.

## Књижевност
Дипломирала је Позоришну и радио продукцију на Факултету драмских уметности у Београду, али од театра убрзо одустаје.
Како се током деведесетих специјализовала за област односа са јавношћу, Јелена у периоду 2000—2004. године ради у маркетиншким агенцијама. Током овог периода завршава и објављује роман „Краљевство”, чији је део објављен и у књизи „Voices from the faultline”.
Искуства у адвертајзингу и активност на српској политичкој сцени дају јој инспирацију за наредни роман, „30. фебруар”, објављен у октобру 2011. године. По речима саме ауторке, ово је „љубавна прича о крају света”, док је један од рецензената, Димитрије Војнов, написао: „Ово је роман о свима онима које су понекад уништили љубав, правда и Срби.”

### Стил
Фасцинација антиутопијом, сатиром и трансгресијом осећа се у „Краљевству”, где је подсмевање историји и појму нације један од кључних мотива. „Краљевство” преиспитује и мета-религиозна кабалистичка учења, слично начину на који то ради филм Пи Дарена Аронофског. Иако за себе тврди да је атеиста, Ђуровићева често истиче своје јеврејско порекло и поштовање према традицији и култури јеврејске заједнице.

## Новинарство
Ђуровићева је средином деведесетих завршила тромесечни новинарски курс финансиран од стране тадашњег Сорош фонда Југославија. Од 1994. до 1995. радила је на радију „Студио Б” као аутор и уредник емисије „Time in”, коју је такође спонзорисао Сорош Фонд.
Од октобра 2005. краће време је уређивала блог „Агит Поп” чији је мото цитат из Фројдовог писма Ајнштајну, написаног у Бечу, септембра 1932: „Драги професоре Ајнштајн… можемо да кажемо једно: све што подстиче развој културе, истоврмено делује против рата…” и писала за исти, као и за неколико српских новина.
Од почетка 2009. са драматургом Иваном Велисављевићем водила је емисију о филму и поп култури „Специјално неваспитање”, као и емисију „Слободна или смрт”, која се бавила еманципацијом и улогом жена у политици, уметности и друштву. Овај програм уређивала у сарадњи са српском глумицом Леном Богдановић.
У јануару 2011. године Јелена покреће портал агитпоп.ме Архивирано на веб-сајту  (1. август 2015) на којем наставља да обрађује теме из културе и критикује појаве у друштву које се противе демократским принципима. Прокламовани циљеви портала су: „Србија у ЕУ. Србија у НАТО. Стоп културном геноциду државних медија. Смањење утицаја цркве на друштво. Стоп култур-расизму. Стоп историјском ревизионизму. Помирење са суседима. Хапшење ратних злочинаца. Сва права мањинама.”
Од марта 2013. године емисија Агитпоп се емитује на националном радију Б92.

## Приватни живот
Јелена Ђуровић је од 2004. до 2008. била у браку са српским сликаром Мироном Мутаовићем.
Јелена се 31. јануара 2009. удала за Томицу Орешковића, наводно потомка народног хероја Марка Орешковића.